# 용담동 (제주시)

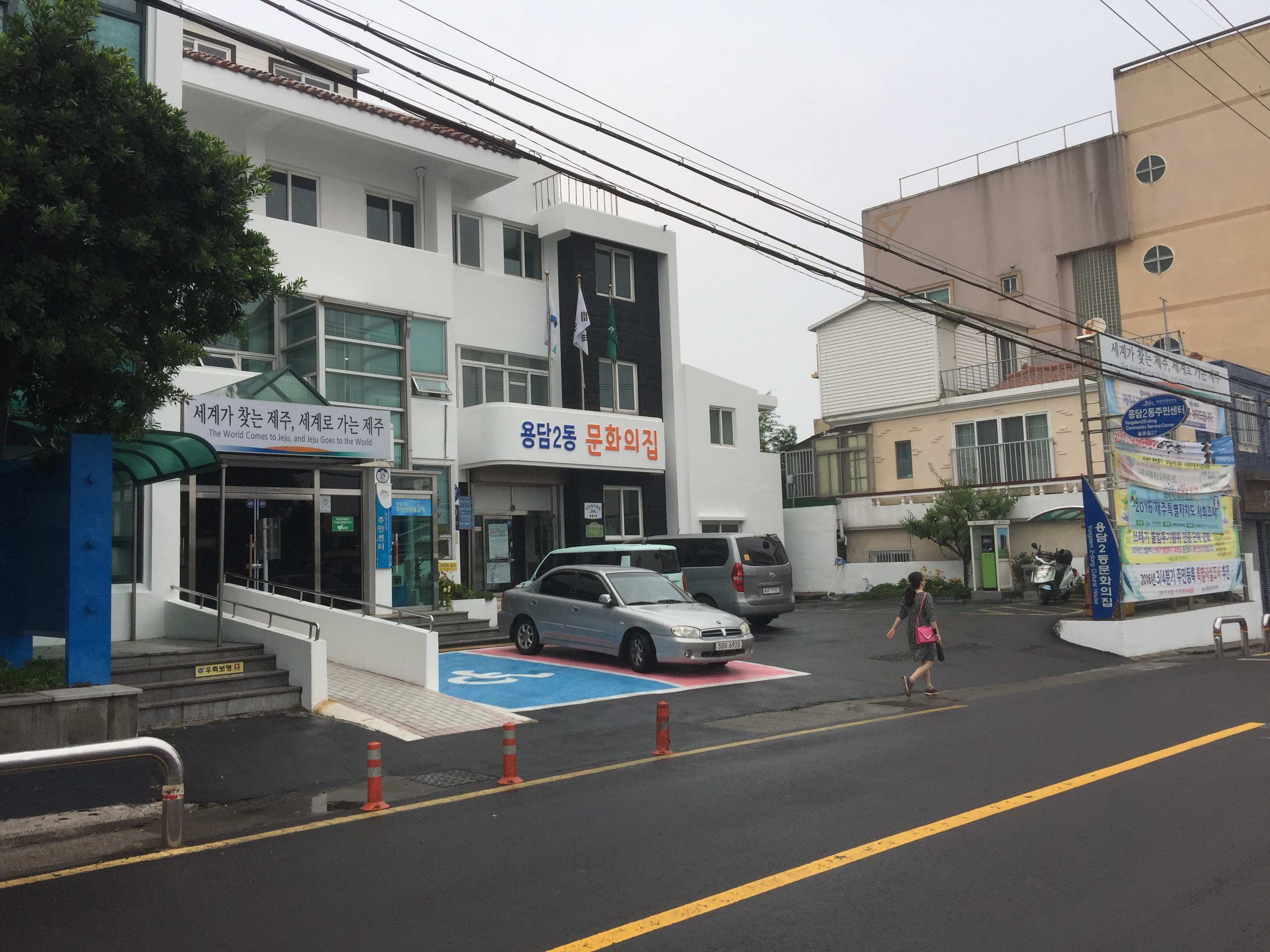
용담2동 주민센터.

용담동(龍潭洞)은 제주특별자치도 제주시의 행정동이다. 법정동 용담일동, 용담이동, 용담삼동을 관할한다.

## 개요
용담동은 제주특별자치도 제주시 구제주 서부지역에 위치하고 있으며, 용연과 전통문화유산인 제주향교가 있으며, 서문공설시장을 중심으로 상가와 주거지가 형성되어 있다. 제주특별자치도 민속자료인 서복신미륵이있으며, 용연공원 기암절경과 산책로가 해안포구와 이어진 관광문화의 지역이며, 제주시외버스터미널이 근접하여 제주의 전지역으로 이어지는 관광과 교통요충지로서 제주국제공항이 인접하여 있는 교통의 요지다.
옛날 삼성혈 서북 해안에 큰내(한내 : 대천, 한천)가 바다에 닿는 곳(용연, 용소, 용이 등)에 몇몇 가구가 모여사는 한독(대독)이라는 마을이 있었는데 세월이 흐름에 따라 군락이 형성되어 한내 동측에는 ‘동한두기’와 서측은 ‘서한두기’라 불렸다. 점차 가구와 인구가 늘어나자 동·서 한두기를 통칭할 명칭의 필요성을 느끼자 용소(용연)를 중심으로 형성되었다는 의미를 살려 ‘용담’이라 불렀다. 1955년 8월 13일자 법률 제368호에 의하여 제주읍이 제주시로 승격되자 같은 해 12월 13일로 제주시 25개 리가 40개 동으로 개편에 따라 용담리는 병문천 서측과 한천 동측을 용담일동, 한천과 도두동 다호부락과 용두암을 연결하는 용담이동, 닥그네(수근동)와 어영부락을 용담삼동으로 구분하게 되었다.
1962년 1월 1일 3개의 동이 다시 용담동으로 통합되었다가 1985년 10월 1일 제주시 조례 1034호로 용담 1.2동으로 분리 개편되어 오늘에 이르고 있다.
2006년 7월 1일부터 제주특별자치도가 출범에 따라 제주시 용담동이 되었다.

## 관광

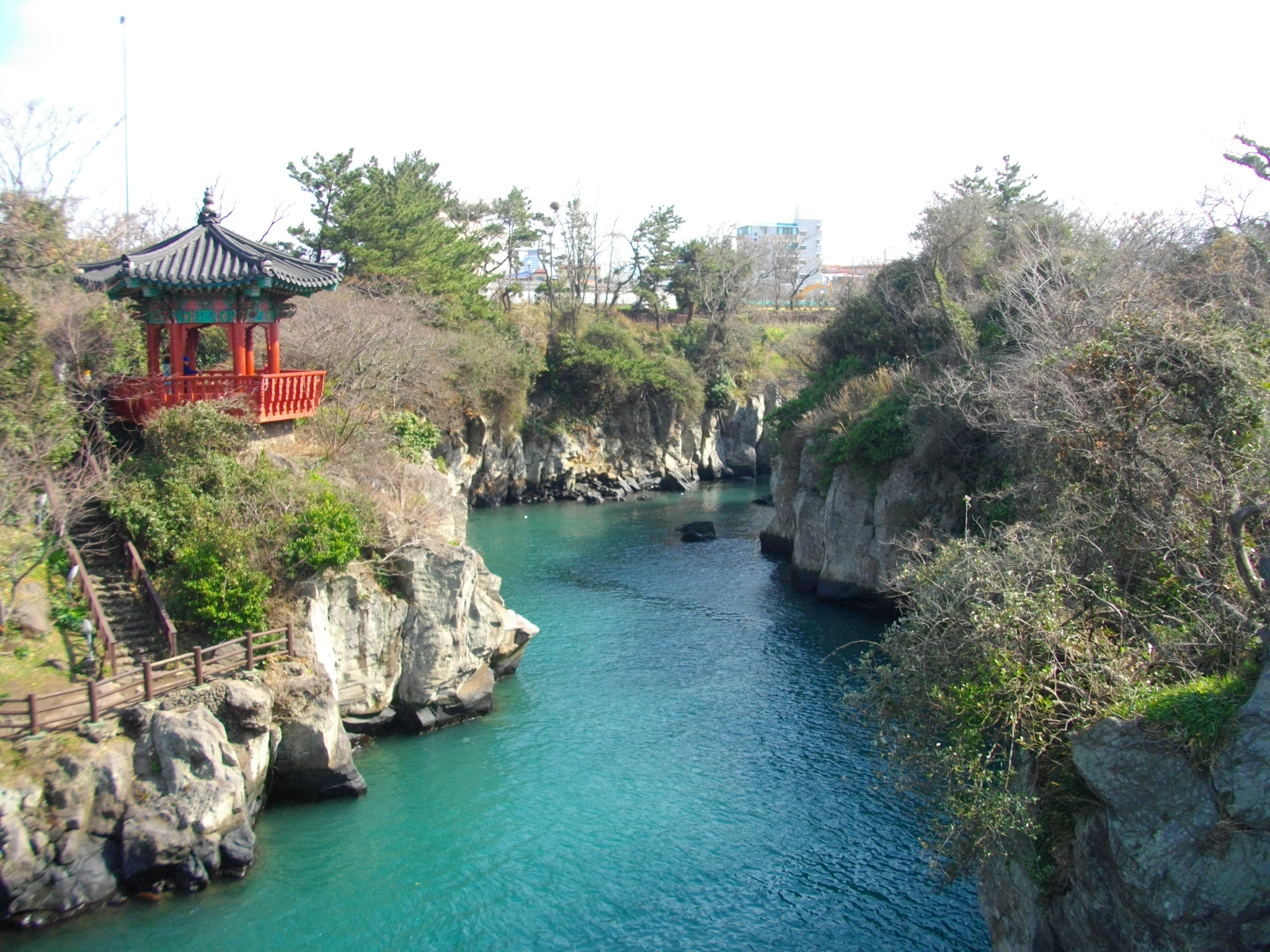
용연

- 제주향교
- 서문공설시장
- 용담레포츠공원
- 용두암
- 용연
- 어영카페거리
- 월성선사주거지
- 용담선사무덤유적지와 고인돌

## 교육
- 제주한천초등학교 (용담1동)
- 제주서초등학교 (용담2동)
- 제주중학교 (용담1동)
- 제주대학교 사범대학 부설중학교 (용담3동)
- 제주대학교 사범대학 부설고등학교 (용담3동)